# ترشی هویج

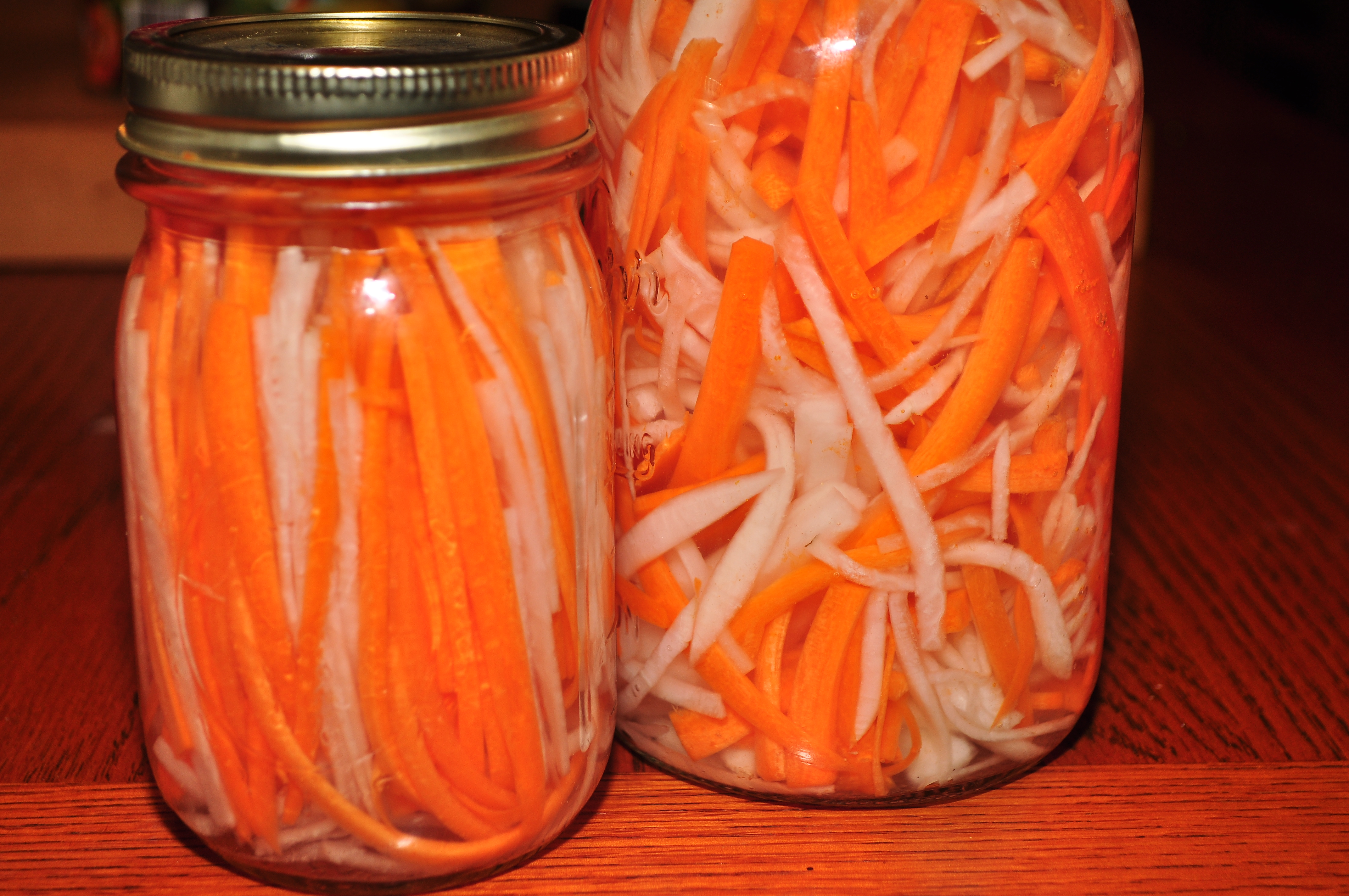
کوزه‌های ترشی هویج و ترب سفید

ترشی هویج یا هویج ترشی هویجی است که در آب نمک، سرکه یا محلول دیگری ترشی شده و برای مدتی تخمیر شده‌است، یا هویج را در محلول اسیدی غوطه ور می‌کند یا از طریق تخمیر لاکتویی ترش می‌کند. هویج ترشی اغلب با غذاهای ویتنامی از جمله بان می یا به عنوان جزئی در یک پیش غذا سرو می‌شود.

## تغییرات رایج
در مکزیک، هویج ترشی به نام هویج اسکابیشه شناخته می‌شود. این تنوع معمولاً در سرکه با پیاز، فلفل و ادویه ترشی، ترشی می‌شود. آنها بافت ترد و هویجی را با طعم فلفل و سایر چاشنی‌ها حفظ می‌کنند. این سبزیجات تند و ترش را به‌طور سنتی همراه با غذا سرو می‌شوند.
در فرهنگ ویتنامی، هویج ترشی در کنار پیش‌غذاهایی از جمله تخم‌مرغ ویتنامی یا به‌عنوان ماده‌ای در دستور العمل‌هایی مانند بان می و سوپ‌های مختلف سرو می‌شود. در بازارهای ویتنامی-آمریکایی، هویج ترشی و ترب به صورت عمده در دسترس است و در ویتنام، این دو سبزی ترشی توسط فروشندگان بازار مرطوب در کیسه‌های پلاستیکی کوچک به فروش می‌رسد. آنها کنسرو نیستند و باید در یخچال نگهداری شوند، اگرچه ممکن است مدت زیادی در یخچال باقی بمانند.
در غذاهای ژاپنی ممکن است از هویج ترشی در کنار بسیاری از غذاهای سنتی ژاپنی استفاده شود. میوه‌ها و سبزیجات ترشی (تسوکه مونو) بخشی اساسی از رژیم غذایی ژاپنی است. ترشی در ژاپن از قبل از یخچال انجام می‌شده‌است، بنابراین تسوکمونو مانند هویج ترشی برای مدت طولانی ساخته می‌شد. روش‌های مختلفی که برای تهیه تسوکمونو استفاده می‌شود، از نمک‌زدایی ساده یا آب‌کردن سرکه گرفته تا سایر فرآیندهای مختلف شامل قالب‌های کشت‌شده و تخمیر متفاوت است. روش رایج ترشی هویج میسوزوکه نام دارد. ترشی میسوزوکه با پوشاندن سبزیجات در میسو درست می‌شود، بنابراین به آنها طعم شور و میسو بدهید. از طرف دیگر، ممکن است هویج ترشی تهیه شده به روش نوکازوکه - تخمیر شده در مخلوطی از سبوس برنج برشته شده، نمک، کونبو و سایر مواد را پیدا کنید. هویج ترشی نوکازوکه معمولاً در کنار وعده‌های غذایی سرو می‌شود.
در هند، هویج ترشی سنتی به نام gajar nu athanu شناخته می‌شود. آنها را با پوست دانه خردل برای طعم و حرارت ترشی می‌کنند و در کنار غذا سرو می‌کنند. اینها سریعتر آماده می‌شوند و ظرف بیست و چهار ساعت آماده خوردن می‌شوند.
انواع هویج ترشی در سراسر جهان یافت می‌شود. ترشی برای قرن‌ها انجام می‌شده‌است و هویج به عنوان دانه، ریشه وحشی و دارو استفاده می‌شود (اگرچه نوع ارغوانی آن در آسیای مرکزی در حدود ۹۰۰ سال پس از میلاد اهلی شده بود)، تا ۲۰۰ سال قبل از میلاد می‌توان ردیابی کرد.